# Kościół św. Stanisława Biskupa i Męczennika w Strzygach
Kościół świętego Stanisława Biskupa i Męczennika w Strzygach – rzymskokatolicki kościół parafialny należący do parafii pod tym samym wezwaniem (dekanat rypiński diecezji płockiej).
Pierwsza wzmianka o świątyni pochodzi z 1448 roku. Na początku XVII wieku murowany, konsekrowany kościół posiadał trzy ołtarze. W głównym był umieszczony obraz Wniebowzięcia Najświętszej Maryi Panny, z kolei w bocznych znajdowały się obrazy Ukrzyżowania i św. Mikołaja. Z lewej strony ołtarza głównego była umieszczona boczna kaplica. W 1694 roku zakrystia i przedsionek po obu stronach kościoła były nakryte sklepieniem i posiadały formę bocznych kaplic. Na frontonie znajdowała się wysoka wieża z dwoma dzwonami. Chór powstał w 1773 roku. Obecny ołtarz główny został zbudowany w XVIII wieku, znajdują się w nim obrazy przedstawiające koronację Matki Boskiej (na zasłonie) i Przemienienia Pańskiego z XVIII wieku. W drugiej połowie XVIII wieku powstały dwa ołtarze boczne, chrzcielnica, krucyfiks, feretron, monstrancja i kadzielnica.

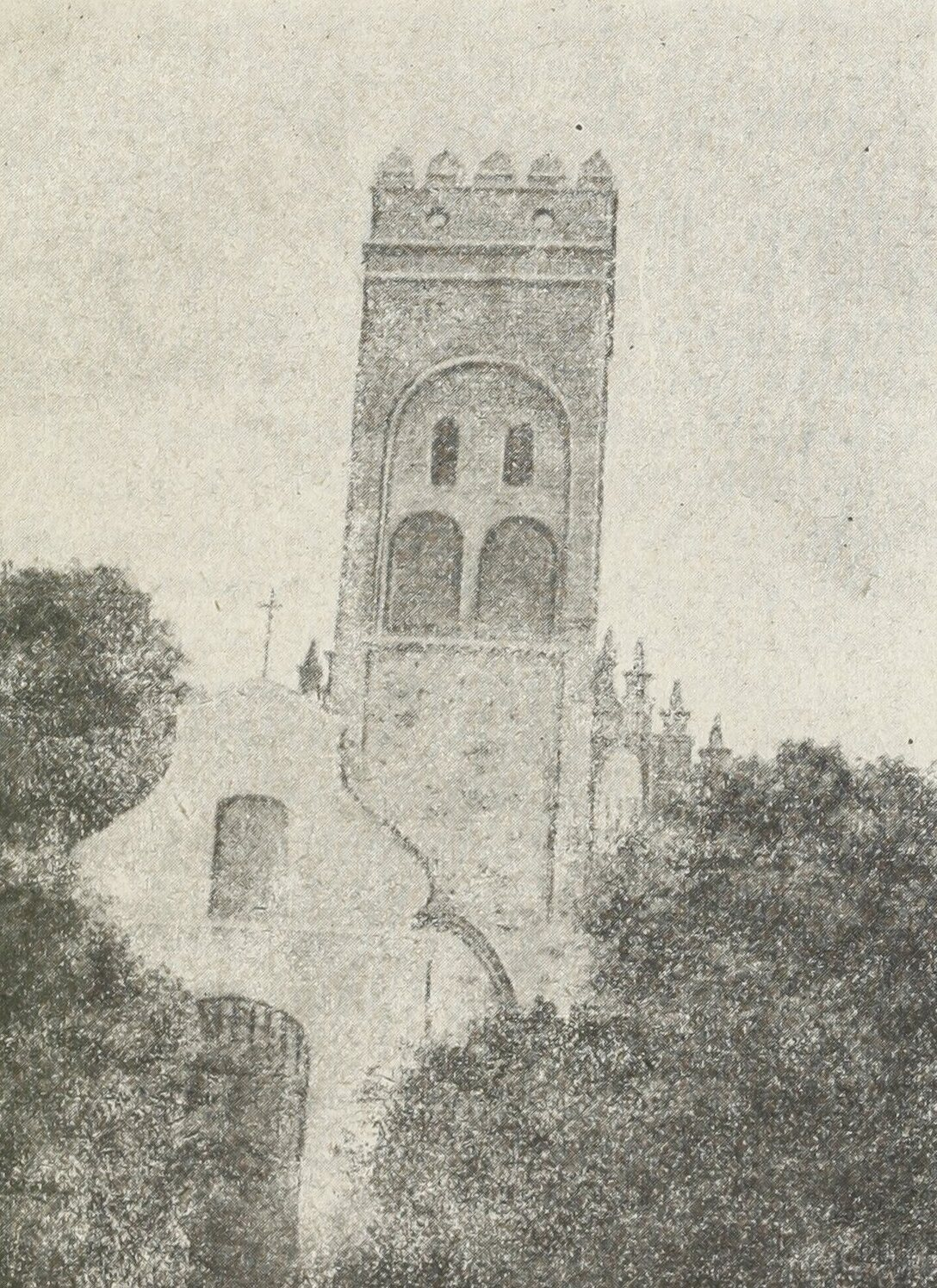
Widok kościoła przed 1909